# Деуда I (Козенца)
Деуда I је насеље у Италији у округу Козенца, региону Калабрија.
Према процени из 2011. у насељу је живело 32 становника. Насеље се налази на надморској висини од 12 м.